# (33376) Medi
(33376) Medi  es un asteroide perteneciente al cinturón de asteroides, descubierto el 6 de febrero de 1999 por Vittorio Goretti desde el Observatorio de Pianoro, en Italia.

## Designación y nombre
Medi se designó inicialmente como 1997 SO4.
Más adelante fue nombrado en honor al físico nuclear italiano (discípulo de Enrico Fermi) Enrico Medi (1911-1974).

## Características orbitales
Medi orbita a una distancia media del Sol de 2,2143 ua, pudiendo acercarse hasta 1,9492 ua y alejarse hasta 2,4794 ua. Tiene una excentricidad de 0,1197 y una inclinación orbital de 6,2776° grados. Emplea en completar una órbita alrededor del Sol 1203 días.

## Características físicas
Su magnitud absoluta es 15,1. Tiene 4,809 km de diámetro. Su albedo se estima en 0,053.